# Félix Gouin
Félix Gouin (4 de Outubro de 1884 — 25 de Outubro de 1977) foi um político francês. Ocupou o cargo de primeiro-ministro da França, entre 26 de Janeiro de 1946 a 24 de Junho de 1946.

## Biografia
Nascido em 4 de outubro de 1884 em Peypin, era filho de professores. Ele estudou Direito em Aix-en-Provence.
Ele foi um dos 80 parlamentares que se recusaram a dar plenos poderes ao Marechal Henri Philippe Pétain em 10 de julho de 1940. Depois de fugir para a Espanha, foi preso por três meses no campo de concentração de Miranda de Ebro, embora tenha sido libertado e tenha viajado para o Reino Unido, onde se juntou às forças da França Livre. Ele sucedeu Charles de Gaulle como Chefe do Governo Provisório da França em 1946.
O mandato de Gouin foi conhecido por promulgar as primeiras leis de aposentadoria e compensação dos trabalhadores na França. Além disso, tanto a lei do trabalho de 40 horas semanais quanto o pagamento das horas extras foram restabelecidos, enquanto os comitês d'entreprise (conselhos de trabalhadores) foram ampliados nas empresas para 50 trabalhadores. Em abril de 1946, o Parlamento francês aprovou uma lei que aboliu o status legal colonial das quatro colônias mais antigas da França: Reunião, Guiana, Martinica e Guadalupe. No mandato Gouin houve uma extensão significativa do papel do Estado no funcionamento da economia francesa, com eletricidade, gás, carvão e os nove principais grupos seguradores nacionalizados.
Ele morreu em Nice em 25 de outubro de 1977.

## Governo (26 de janeiro – 24 de junho de 1946)
- Félix Gouin – Presidente do Governo Provisório
- Francisque Gay – Vice-presidente do Governo Provisório
- Maurice Thorez – Vice-Presidente do Governo Provisório
- Georges Bidault - Ministro das Relações Exteriores
- Edmond Michelet - Ministro dos Exércitos
- André Le Troquer – Ministro do Interior
- André Philip – Ministro das Finanças e Economia Nacional
- Marcel Paul – Ministro da Produção Industrial
- Ambroise Croizat – Ministro do Trabalho e da Segurança Social
- Pierre-Henri Teitgen - Ministro da Justiça
- Marcel Edmond Naegelen – Ministro da Educação Nacional
- Laurent Casanova - Ministro dos Veteranos e Vítimas de Guerra
- François Tanguy-Prigent – Ministro da Agricultura
- Henri Longchambon – Ministro do Abastecimento
- Marius Moutet - Ministro do Ultramar França
- Jules Moch – Ministro das Obras Públicas e Transportes
- Robert Prigent – Ministro da Saúde Pública e População
- François Billoux – Ministro da Reconstrução e do Urbanismo
- Jean Letourneau – Ministro dos Correios